# بافلس مورانس
بافلس مورانس (مواليد 19 يونيو 1985) هو سبّاح لاتفي، مثّل بلاده في الألعاب الأولمبية الصيفية 2004.

## روابط خارجية
بافلس مورانس على موقع الاتحاد الدولي للسباحة (الإنجليزية)
- بافلس مورانس على موقع SwimRankings.net (الإنجليزية)
- بافلس مورانس على موقع اللجنة الأولمبية الدولية (الإنجليزية)
- بافلس مورانس على موقع أوليمبيديا (الإنجليزية)
- بافلس مورانسعلى موقع اللجنة الأولمبية اللاتفية (مؤرشف) (اللاتفية)